# Caroline Pascal (haut fonctionnaire)
Pour les articles homonymes, voir Caroline Pascal et Pascal.
Caroline Pascal, née Latrobe le 27 décembre 1966 à Versailles,, est une haute fonctionnaire, universitaire hispaniste et romancière française. En octobre 2019, elle devient cheffe de l’inspection générale de l'éducation, du sport et de la jeunesse puis en août 2024 directrice générale de l’enseignement scolaire.

## Biographie
Caroline Pascal obtient un bac littéraire en 1984, puis fait ses khâgne au lycée La Bruyère de Versailles.
En 1987, elle intègre l'École normale supérieure de Fontenay-Saint-Cloud. Pendant ses années d'école, elle obtient sa licence à l'université de Paris X puis une maîtrise d’espagnol et un diplôme d'études approfondies (DEA) de langues romanes à l'université Paris IV. Elle est reçue au concours de l'agrégation d'espagnol en 1990.
Entre 1991 et 2009, elle multiplie les expériences d’enseignement, au sein des universités de Paris IV, Paris V, Bordeaux III et Lille III et en classes préparatoires, au lycée La Bruyère de Versailles. En 1998, elle est reçue docteur ès-lettres en Sorbonne.
Parallèlement à l’enseignement, elle publie des traductions de romans réalistes espagnols aux éditions du Passeur et Desjonquères et des romans chez Plon et aux éditions de l'Observatoire.
En 2009, elle est nommée inspectrice générale de l’éducation nationale. De 2013 à 2018, elle est doyenne du groupe des langues vivantes.
Elle devient doyenne de l'Inspection générale de l’Éducation nationale (IGEN) le 20 mars 2018. Elle est chargée en outre d'exercer à partir du 31 mai 2019 par intérim les fonctions de chef du service de l'inspection générale de l'administration de l'éducation nationale et de la recherche (IGAENR). Après la fusion de ces deux corps avec l’inspection générale de la jeunesse et des sports (IGJS) et de l’inspection générale des bibliothèques (IGB) le 1er octobre 2019, elle est nommée à la tête de la nouvelle Inspection générale de l'Éducation, du sport et de la recherche (IGÉSR).
Depuis juin 2020, elle est membre du Conseil de l'évaluation de l'École[réf. nécessaire].
Elle est nommée vice-présidente du Conseil supérieur des langues en janvier 2022.
La promotion 2018 des docteurs de Sorbonne Université porte son nom.
Elle est nommée directrice générale de l’enseignement scolaire du ministère de l’Éducation nationale et de la Jeunesse, à compter du 1er août 2024,.

### Vie personnelle
Petite-fille de Pierre Latrobe, elle est l'épouse de l'historien et écrivain Camille Pascal.

## Controverses

### Restitution édulcorée d'un rapport d'inspection
Caroline Pascal est mise en cause dans une controverse relative à une inspection menée par l’IGÉSR sur le collège privé catholique Stanislas. Deux anciennes inspectrices générales, Annie Dyckmans et Françoise Boutet-Waïs, qui ont participé à la rédaction d’un rapport d’inspection de l’établissement, sévère sur des faits d'homophobie, de sexisme et d'autoritarisme ayant cours dans l'établissement, ont dénoncé la conclusion d’une lettre signée par Caroline Pascal et adressée au ministre de l’Éducation nationale pour accompagner la transmission du rapport. Cette lettre, qui sert de synthèse pour le ministre, comportait un paragraphe édulcorant les faits, les renvoyant à un passé lointain, voire niant la gravité du contenu de l'inspection, contribuant ainsi à l'impunité du collège,.
Les co-rapporteurs de la commission d’enquête parlementaire sur les violences scolaires (Violette Spillebout et Paul Vannier) signalent à Élisabeth Borne, le 11 juin 2025, l'« intervention de la cheffe de l’Inspection générale de l’époque qui soulève des interrogations quant à son intégrité professionnelle » alors qu'elle est « aujourd'hui directrice générale de l’enseignement scolaire » et « exerce des responsabilités de tout premier plan, dont dépend la sécurité de millions d’élèves »,.

### Retrait de la commande d’une adaptation dela Belle et la Bête
En mars 2025, Caroline Pascal, alors directrice générale de l’enseignement scolaire (DGESCO), annule la commande d’une adaptation du conte la Belle et la Bête en littérature jeunesse qui avait été passée aux éditions RMN-Grand Palais. L’ouvrage, illustré par Jul et préfacé par la ministre de l’Éducation nationale Élisabeth Borne, devait être imprimé en 800 000 exemplaires. L’annulation est justifiée par Caroline Pascal et Élisabeth Borne par le fait que l’ouvrage ne serait « pas adapté » à des élèves de 10 à 11 ans et conviendrait à des élèves plus âgés. En juin 2025, plusieurs députés de gauche, conduits par Cyrielle Chatelain, déposent une motion demandant la création d’une commission d'enquête « sur la menace ultra-réactionnaire qui pèse sur l’école de la République » et dont cette décision de la DGESCO serait l’illustration,.

## Publications
- Juste une orangeade, roman, Éditions de l'Observatoire, 2018  (ISBN 979-103290186-1)
- L'Envers d'une vie, roman, Plon, 2013 [présentation en ligne]
- La Femme blessée, roman, Plon, 2009 [présentation en ligne]
- Derrière le Paravent, roman, Plon, 2005
- Fixés sous verre, roman, Plon, 2003
- Benito Pérez Galdós, La Passion Torquemada, Desjonquères, 1995
  - T. I : Tourments
  - T. II : Purgatoire
  - Traductions de Torquemada en la Hoguera, Torquemada en la Cruz, Torquemada en el Purgatorio
- Emilia Pardo Bazán, Nouvelles de Galice, traduction en collaboration avec Isabelle Dupré, Le Passeur, 1992

### Travaux universitaires
- De l’appropriation en traduction, Étude comparative des traductions françaises du Lazarillo de Tormes, (1560-1994), université Paris 1 Panthéon-Sorbonne, 1998, 2 volumes, 506 p.
- « Du titre du Lazarillo de Tormes et de ses traductions françaises : la position des traducteurs » in Les Langues Néo-Latines, n° 280, 1er trimestre 1992, p. 5-24
- « Latence enfantine dans le Lazarillo de Tormes, bienveillante intercession des traducteurs » in Les Langues Néo-Latines, 2e trimestre 2000, p. 49-58.
- « L’eau dans le Lazarillo de Tormes : un élément qui coule de source », in Les quatre éléments dans les littératures d’Espagne, PUPS, 2004, p. 153-165
- Le « pathéti-comique » du Lazarillo de Tormes, in Revue des études italiennes, n° 1 et 2, janvier-juin 2006, p. 25-35
- « Gozar, burlar, engañar, les traducteurs et l’expression du donjuanisme dans El Burlador de Sevilla » in Chréode, vers une linguistique du signifiant, éditions hispaniques, n°1, printemps 2008, p. 325-355.

## Distinctions
- Membre titulaire de l’Académie de Versailles
- Chevalier de l'ordre des Arts et des Lettres, 14 juillet 2008[17]
- Commandeur de l'ordre des Palmes académiques, arrêté du 15 mars 2018
- Officier de la Légion d'honneur (2022)[18]
- Officier de l'ordre national du Mérite, 29 mai 2019[19]
- Ordre d'Alphonse X le Sage, le 23 mai 2024